# سونگ کیون کوان
سونگ کیون کوان (انگلیسی: Sungkyunkwan)، برجسته‌ترین مؤسسه آموزشی در کشور کره در دوره گوریو و پادشاهی چوسان بود.